# Соулм8йт
«Соулм8йт» (англ. SOULM8TE) — будущий американский научно-фантастический эротический триллер режиссёра Кейт Долан по сценарию Джеймса Вана, Ингрид Бису и Рафаэля Джордана. Спин-офф фильма М3ГАН (2022). Главные роли в фильме исполнили Лили Салливан, Дэвид Райсдал и Клаудия Думит. Джейсон Блюм и Джеймс Ван выступают в качестве продюсеров через компании Blumhouse Productions и Atomic Monster.
Премьера фильма в США запланирована на 2 января 2026 года.

## Сюжет
Мужчина приобретает андроида с искусственным интеллектом, чтобы справиться с утратой недавно умершей жены. Пытаясь создать по-настоящему разумного партнёра, он ненароком превращает безобидного робота в смертельно опасного суженого.

## В ролях
- Лили Салливан
- Дэвид Райсдал
- Клаудия Думит

## Производство
В июне 2024 года стало известно, что в разработке находится спин-офф к фильму M3GAN (2022). Кейт Долан стала режиссёром по сценарию написанному Джеймсом Ваном и Ингрид Бису. В августе к актёрскому составу присоединились Лили Салливан, Дэвид Райсдал и Клаудия Думит. Основные съемки были завершены к ноябрю 2024 года.
Премьера фильма в США запланирована на 2 января 2026 года.